# 硼氢化锆
硼氢化锆(IV)是一种无机化合物，化学式为Zr(BH4)4。

## 历史
1949年，H. R. Hoekstra以氟锆酸钠和硼氢化铝为原料制备硼氢化锆：
NaZrF5 + 2 Al(BH4)3 → Zr(BH4)4 + 2 AlF2BH4 + NaF
2008年，Y. Nakamori用纯度为95%的硼氢化锂和四氯化锆在0.1MPa的氩气气氛中，用磨球机反应5h得到产物：
LiBH4 + ZrCl4 → Zr(BH4)4 + 4 LiCl

## 化学性质
硼氢化锆十分活泼，暴露于空气时剧烈氧化，引发燃烧，隔绝空气加热可以分解。 

## 配合物
硼氢化锆可以形成[(C5H4R)2Zr(BH4)2](R = H, Me, SiMe3)等配合物。

## 应用
硼氢化锆可以用来储氢，也可以通过分解来制备二硼化锆 。